# François Chaize
Pour les articles homonymes, voir Chaize.
François Chaize, né le 27 mars 1882 à Mornant (Rhône) et mort le 22 février 1949 à Hanoï, est un missionnaire français qui fut vicaire apostolique d'Hanoï en Indochine française.

## Biographie

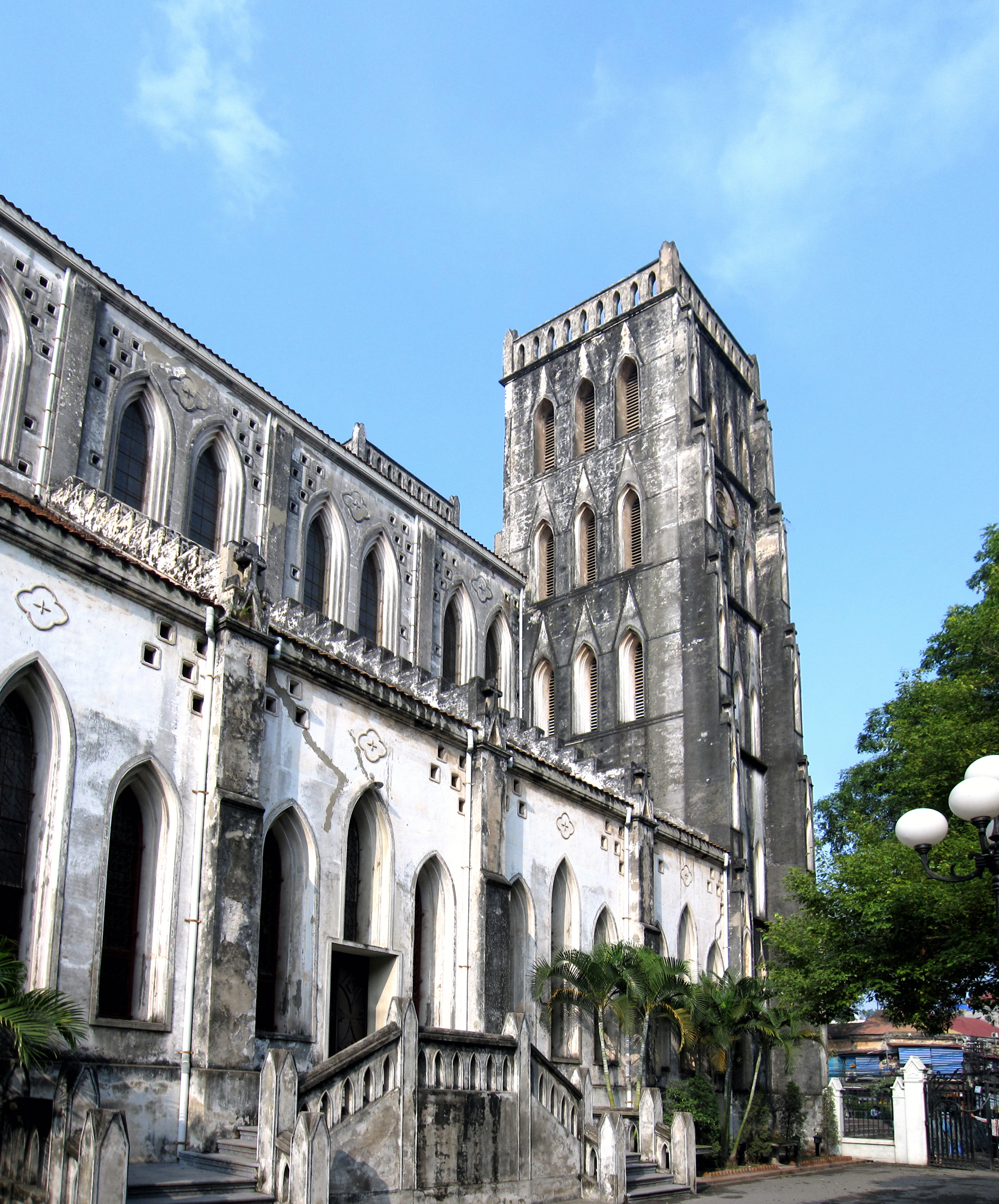
Vue de la cathédrale Saint-Joseph d'Hanoï

François Chaize naît de parents viticulteurs dans une bourgade près de Lyon.
Il fait ses études secondaires au petit séminaire de Verrières.
Il est ordonné prêtre en juin 1905. Il part en août 1905 en mission pour Hanoï dans le Tonkin occidental. Il y apprend la langue, devient professeur de seconde en latin au petit séminaire, puis au grand séminaire en tant que professeur de philosophie. Il est ensuite professeur de dogme.
Il est spécialiste du droit canonique et maîtrise parfaitement la langue vietnamienne.
Il est choisi parmi treize candidats en 1924 pour devenir coadjuteur de Pierre-Marie Gendreau, vicaire apostolique du Tonkin occidental qui change de nom la même année, pour devenir vicariat apostolique d'Hanoï (aujourd'hui archidiocèse d'Hanoï) et le 22 novembre 1925, il succède à Louis Bigolet à ce poste .
Il est consacré évêque in partibus d'Alabanda (de) en 1935 par Pierre-Marie Gendreau avec comme co-consécrateurs Paul-Marie Ramond et Jean-Pierre Marcou.
Il ordonne le bienheureux Maurice Tornay le 24 avril 1938, venu le rejoindre des marches du Tibet au bout d'un mois de voyage.
Il connaît la fin de la période coloniale d'Indochine française.
L'arrivée du Vietminh, le 19 août 1945, après la reddition japonaise et l'indépendance proclamée le 2 septembre marque le début de la guerre.
Les religieux et religieuses européens sont expulsés. Le choléra et la famine de 1945 frappent Hanoï et les provinces du nord avant que les troupes françaises reprennent Hanoï.
Sa démission est refusée en 1946 par le Saint-Siège pour permettre au clergé catholique du vicariat et à son coadjuteur de se préparer à sa succession. C'est finalement un successeur vietnamien qui est choisi par Rome, pour lui succéder, Joseph-Marie Trinh-nhu-Khuê.
Il meurt d'une angine de poitrine à l'âge de soixante-sept ans, de retour de l'église des Martyrs.
Il est enterré à la cathédrale d'Hanoï, premier évêque à y être inhumé (Pierre-Marie Gendreau et ses deux prédécesseurs avaient été enterrés à la mission de Ké-So).

## Succession apostolique
François Chaize a ordonné les évêques suivants :
- Évêque Gustave Vandaele, M.E.P. (1936)
- Évêque Jean-Marie Mazé, M.E.P. (1946)